# 台灣美樂地
《台灣美樂地》（英語：Taiwan Melody）是為2016年中華民國總統選舉民主進步黨總統參選人蔡英文競選專輯而發行的合輯，2015年9月11日禾廣娛樂發行，2015年8月24日釋出1000張專輯預購。封面由為許多蔡英文競選商品操刀的知名設計師聶永真設計。
2015年9月11日，《台灣美樂地》正式上架，民進黨媒體創意中心在台北市西門町佳佳唱片行西門店舉行上市記者會，民進黨媒體創意中心主任李厚慶指出，過去競選歌曲都是配角，可能是以一首歌描述一個人；這次希望透過專輯，把選舉的價值、對土地的熱愛透過這樣的方式呈現，實體通路唱片行銷售是其中一步；因應數位浪潮，《台灣美樂地》已在本月11日凌晨零點，在KKBOX、mymusic、omusic、iTunes上架。
2016年4月17日，2016年华语金曲奖宣布《台灣美樂地》入圍年度最佳合辑。
2016年5月13日，第27屆金曲獎公布入圍名單，蕭賀碩以〈呷飽未〉入圍最佳單曲製作人獎，也是首張入圍金曲獎的競選專輯。

## 曲目
| 曲目 | 歌名            | 英文曲名                             | 演唱者 | 作詞                               | 作曲                   | 編曲                 | 製作人               | 時長 |
| 1    | 亮點            | Light up Taiwan                      | 荒山亮 施文彬 董事長樂團 王俊傑 滅火器樂團 隨性 閻韋伶 南西樂團 陳明章 白芯羽 黃連煜 舒米恩 流氓阿德 朱頭皮 | 武雄                               | 董事長樂團             | 董事長樂團           | 董事長樂團           | 4:30 |
| 2    | 轉來key         | Turn the Key                         | 嚴詠能 | 嚴詠能                             | 嚴詠能                 | 曾仁義               | 曾仁義 嚴詠能 吳永吉 | 4:43 |
| 3    | Round and round |                                      | 蘇兒真 | 蘇兒真                             | 蘇兒真                 | 郭偉聰               | 郭偉聰               | 4:30 |
| 4    | 台灣花          | The blossom of Taiwan                | 鄭朝方 | 鄭朝方 葉子                        | 鄭朝方                 | 周恆毅               | 吳永吉               | 4:45 |
| 5    | 嶼民            | The islander                         | 勞動服務 | 尤智毅 林家鴻 陳思愷 蕭長展 蕭聖哲 | 尤智毅 陳思愷 蕭聖哲   | 尤智毅 陳思愷 蕭聖哲 | 吳永吉               | 4:04 |
| 6    | 四合院          | Home Sweet Home                      | 林大為 | 陳品章                             | 林大為 陳品章 阿不拉吉 | 林大為               | 林大為 吳永吉        | 4:09 |
| 7    | 為你微笑        | Smile for You                        | 南西樂團 | 何佳娜                             | 何佳娜                 | 南西樂團             | 何佳娜 許財翁        | 4:03 |
| 8    | 山              | Rgax                                 | 雅瓦伊 | 雅瓦伊                             | 雅瓦伊                 | 高潮 趙貴民          | 何欣穢               | 3:45 |
| 9    | 天公伯          | My lord                              | 林泰佑 | 林泰佑                             | 林泰佑                 | 陳昶煬               | 陳昶煬               | 5:03 |
| 10   | 草地踏實        | Feet On The Grass                    | 阿立 | 阿立                               | 阿立                   | 蔡科俊               | 吳永吉               | 4:21 |
| 11   | 頌台灣2.0       | Praise Taiwan 2.0                    | 洪立 | 洪立 遲翔 游勇馳                   | 洪立                   | 吳思毅               | 林大鈞 洪立          | 4:17 |
| 12   | 呷飽未          | Hungry?                              | 蕭賀碩 | 蕭賀碩                             | 蕭賀碩                 | 蕭賀碩與冷笑話樂團   | 蕭賀碩               | 3:24 |
| 13   | 南邊的風        | South Wind                           | 張少瑜 | 戴世輔                             | 張少瑜                 | 張少瑜               | 吳永吉               | 3:40 |
| 14   | 我願是妳的風景  | Let me be your landscape inspiration | 巴奈 | 羅葉                               | 張彥帆                 | 保卜                 | 李欣芸               | 4:25 |

## 得獎紀錄
第27屆金曲奖
| 年份 | 獎項             | 入圍者           | 結果 |
| ---- | ---------------- | ---------------- | ---- |
| 2016 | 最佳單曲製作人獎 | 蕭賀碩〈呷飽未〉 | 提名 |

华语金曲奖
| 年份 | 獎項         | 入圍者             | 結果 |
| ---- | ------------ | ------------------ | ---- |
| 2016 | 年度最佳合辑 | 群星《台湾美乐地》 | 提名 |